# Erquinghem-le-Sec
Erquinghem-le-Sec é uma comuna francesa na região administrativa de Altos da França, no departamento do Norte. Estende-se por uma área de 1.75 km². Em 2010 a comuna tinha 609 habitantes (densidade: 348 hab./km²).